# Autumn Reeser
Autumn Alicia Reeser (* 21. září 1980, La Jolla, Kalifornie, USA) je americká herečka, asi nejlépe známá díky roli Taylor Townsendové v seriálu O.C.

## Životopis
Narodila se v Kalifornii režisérovi Tomu Reeserovi a jeho ženě Kim. Během dětství a dospívání účinkovala v hudebním divadle. Po dokončení střední školy se přestěhovala do Los Angeles, kde studovala na Kalifornské univerzitě. Její největší rolí byla Taylor Townsendová v O.C. Objevila se také v seriálech Možná jsem to já, Complete Savages ad., z filmů třeba Lost Boys 2: The Tribe a Americanese.

## Osobní život
9. května 2009 se provdala za scenáristu a režiséra Jesseho Warrena v Ojai v Kalifornii. Mají spolu dva syny: Finneuse „Finna“ Jamese, narozeného 10. května 2011 a Dashiella „Dashe“ Forda narozeného 25. listopadu 2013. V listopadu 2014 Reeser požádala o rozvod.
Její kamarád Patrick Loubatière o ní napsal knihu No Ordinary Girl, která byla publikovaná v angličtině a ve francouzštině.

## Filmografie

### Film
| Rok  | Název                        | Role                   | Poznámky |
| ---- | ---------------------------- | ---------------------- | -------- |
| 2004 | Art Thief Musical!           | Clarity                |          |
| 2004 | Sexbomba od vedle            | Jane                   |          |
| 2005 | Jsi jen naše                 | Melora Kendall         |          |
| 2006 | Americanese                  | Sylvie                 |          |
| 2007 | Palo Alto, CA                | Jaime                  |          |
| 2008 | Ztracení chlapci: Upíří kmen | Nicole                 |          |
| 2010 | Sejmi eso 2                  | Kaitlyn 'AK-47' Tremor |          |
| 2010 | Hledání zmizelých            | Fay Neman              |          |
| 2012 | Possessions                  | Jessica                |          |
| 2012 | So Undercover                | Bizzy                  |          |
| 2016 | Sully: Zázrak na řece Hudson | Tess Soza              |          |
| 2017 | Valley of Bones              | Anna                   |          |
| 2017 | Kill'em All                  | Suzanne                |          |
| 2018 | Dead Trigger                 | Tara Conlan            |          |
| 2018 | La Llorona                   | Carly Candlewood       |          |

### Televize
| Rok       | Název                               | Role                   | Poznámky                                       |
| --------- | ----------------------------------- | ---------------------- | ---------------------------------------------- |
| 2001      | Star Trek: Vesmírná loď Voyager     | Dívka                  | díl: „Zákon přírody“                           |
| 2001      | Thrills                             | Allison                | díl: „A Most Dangerous Desire“                 |
| 2001      | Undressed                           | Erica                  | 7 dílů                                         |
| 2001-2004 | Grounded for Life                   | Alison                 | 6 dílů                                         |
| 2002      | Maybe It's Me                       | Becky                  | 2 díly                                         |
| 2002      | Birds of Prey                       | Sherry                 | díl: „Prey for the Hunter“                     |
| 2002      | The Brady Bunch in the White House  | Marcia Brady           | TV film (Fox)                                  |
| 2002-2003 | George Lopez                        | Piper                  | díly: „Token of Unappreciation“ a „Girl Fight“ |
| 2003      | Kriminálka Las Vegas                | Rachel Lyfordová       | díl: „Neviditelný důkaz“                       |
| 2004      | Odložené případy                    | sestra Grace Ashleyová | díl: „Chlapec v krabici“                       |
| 2004-2005 | Chlapi sobě                         | Angela                 | 12 dílů                                        |
| 2005      | It's Always Sunny in Philadelphia   | Megan                  | díl: „Charlie Wants an Abortion“               |
| 2005-2007 | O.C.                                | Taylor Townsendová     | 31 dílů                                        |
| 2006      | Independent Lens                    | Lauren                 | díl: „My Life... Disoriented“                  |
| 2007      | Posel ztracených duší               | Sloane Alexander       | díl: "Don't Try This at Home„                  |
| 2007      | Nature of the Beast                 | Julia                  | TV film (ABC Family)                           |
| 2008      | Řekni, kdo tě zabil                 | Kentucky Fitzová       | díl: „Od A do Bz“                              |
| 2008      | The American Mall                   | Lizzie Grant           | TV film (MTV)                                  |
| 2008-2009 | Valentine                           | Phoebe Valentine       | 8 dílů                                         |
| 2009      | Raising the Bar                     | Ashley Hastings        | 3 díly                                         |
| 2009-2010 | Vincentův svět                      | Lizzie Grant           | 10 dílů                                        |
| 2010      | Cesta ven                           | Jailbait               | internetový seriál                             |
| 2010      | Lidský terč                         | Layla                  | díly: „Lockdown“ a “Baptiste“                  |
| 2010-2011 | No Ordinary Family                  | Katie Andrews          | 20 dílů                                        |
| 2011      | Milionový lékař                     | Jane Cameron           | díl: Run, Hank, Run“                           |
| 2011-2013 | Havaj 5-0                           | Dr. Gabrielle Asano    | 6 dílů                                         |
| 2012      | Jane by Design                      | Charlotte              | díl: „"The Wedding Gown“                       |
| 2012      | Love at the Thanksgiving Day Parade | Emily Jones            | TV film (Hallmark)                             |
| 2012-2013 | Poslední základna                   | Kylie Sinclair         | 12 dílů                                        |
| 2013      | Necessary Roughness                 | Abby Bruce             | 7 dílů                                         |
| 2014      | Popelka naruby                      | Elyse Samford          | TV film (Hallmark)                             |
| 2015      | I Do, I Do, I Do                    | Jaclyn Palmer          | TV film (Hallmark)                             |
| 2015      | The Whispers                        | Amanda Weil            | 3 díly                                         |
| 2015      | Doktorka z Dixie                    | Olivia Green           | díl: „Bluebell“                                |
| 2015      | A Country Wedding                   | Sarah Standor          | TV film (Hallmark)                             |
| 2016      | Valentine Ever After                | Julia                  | TV film (Hallmark)                             |
| 2016      | Myšlenky zločince: Za hranicemi     | Sue Davis              | díl: „Love Interrupted“                        |
| 2017–2018 | The Arrangement                     | Leslie Bellcamp        | hlavní role, 10 dílů                           |
| 2017      | Salvation                           | Theresa                | 3 díly                                         |
| 2017      | A Bramble House Christmas           | Willa Fairchild        | TV film (Hallmark Movies & Mysteries)          |
| 2018      | Záchranáři L. A.                    | Dr. Wells              | díl: „Nechat jít“                              |
| 2018      | Season for Love                     | Tyler Dawson           | TV film (Hallmark)                             |
| 2019      | Love on the Menu                    | Maggie Young           | TV film (Hallmark)                             |
| 2019      | All Summer Long                     | Tia                    | TV film (Hallmark)                             |
| 2019      | Christmas Under the Stars           | Julie Gibbons          | TV film (Hallmark)                             |
| 2020      | A Glenbrooke Christmas              | Jessica Morgan         | TV film (Hallmark)                             |